# Hiwa K

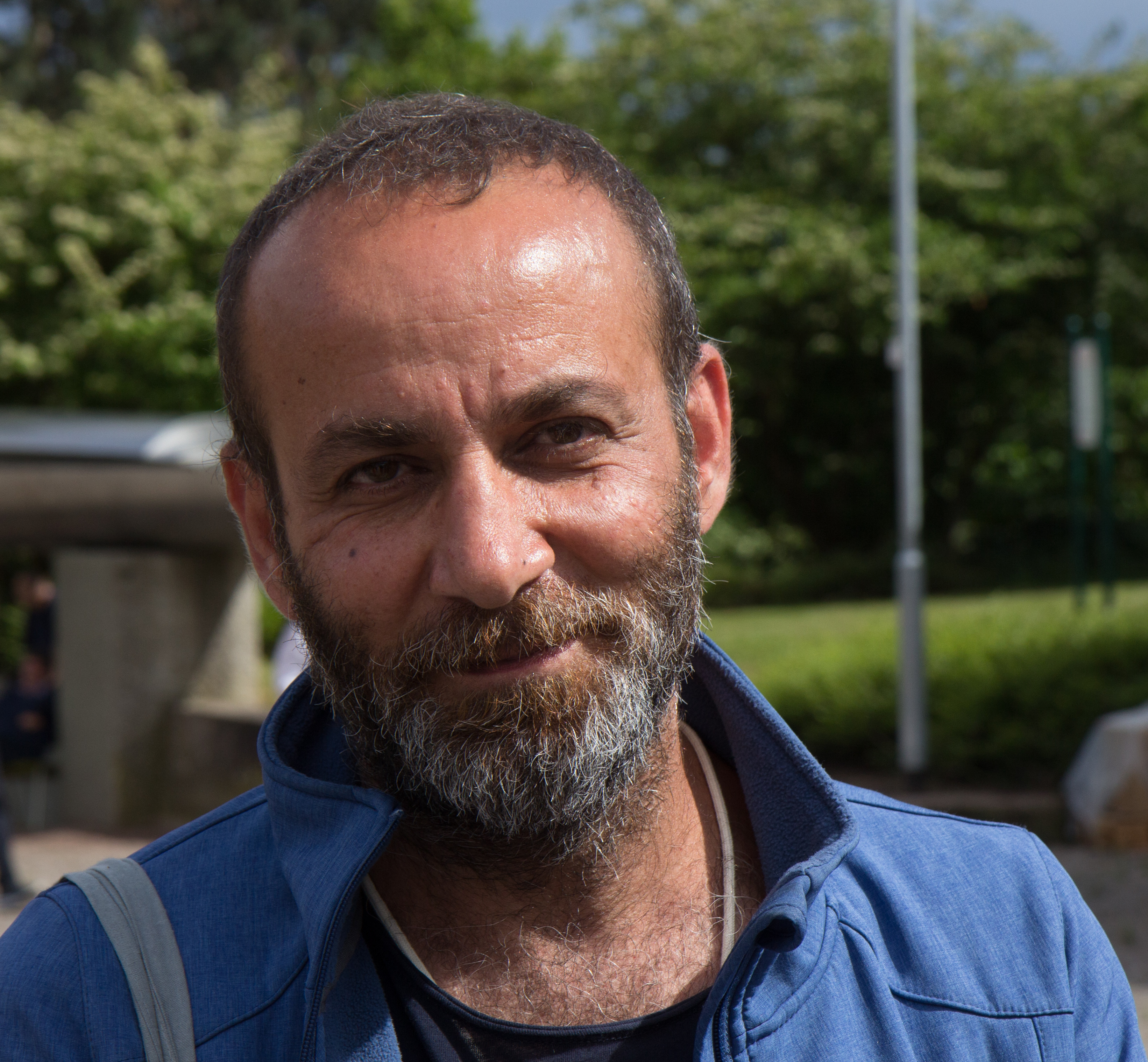
Hiwa K (2017)

Hiwa K (* 1975 in Sulaimaniyya, Kurdistan) ist ein kurdischer Installationskünstler, der als Emigrant seit 1999 in Deutschland lebt.

## Leben und Werk
Hiwa K beschäftigte sich schon im Irak mit europäischer Literatur und Philosophie. Er zog nach Deutschland, studierte Musik bei dem Flamenco-Gitarristen Paco Peña und arbeitete als professioneller Gitarrist, bevor er sich wieder der bildenden Kunst zuwendete. Als Grundlage seiner Werke dienen persönliche Biografien, Geschichten oder alltägliche Situationen, mit denen der Künstler grundlegende institutionelle Kritik übt.

„In seinen einzigartig kombinierten autobiografischen Konstrukten, in denen politische und historische Ereignisse den Hintergrund für performative Interventionen, kollaborative Projekte und Installationen bilden, kommt die Dringlichkeit und Energie von Hiwa Ks künstlerischer Praxis deutlich spürbar zum Ausdruck. Die Musik dient ihm dabei oft als Instrument, um in unserer heutigen komplexen Gesellschaft eine andere Dimension der Kritik zu erzeugen. Diese aufrichtige und neuartige Auseinandersetzung mit aktuellen Themen macht Hiwa K zu einem der spannendsten Gegenwartskünstler.“

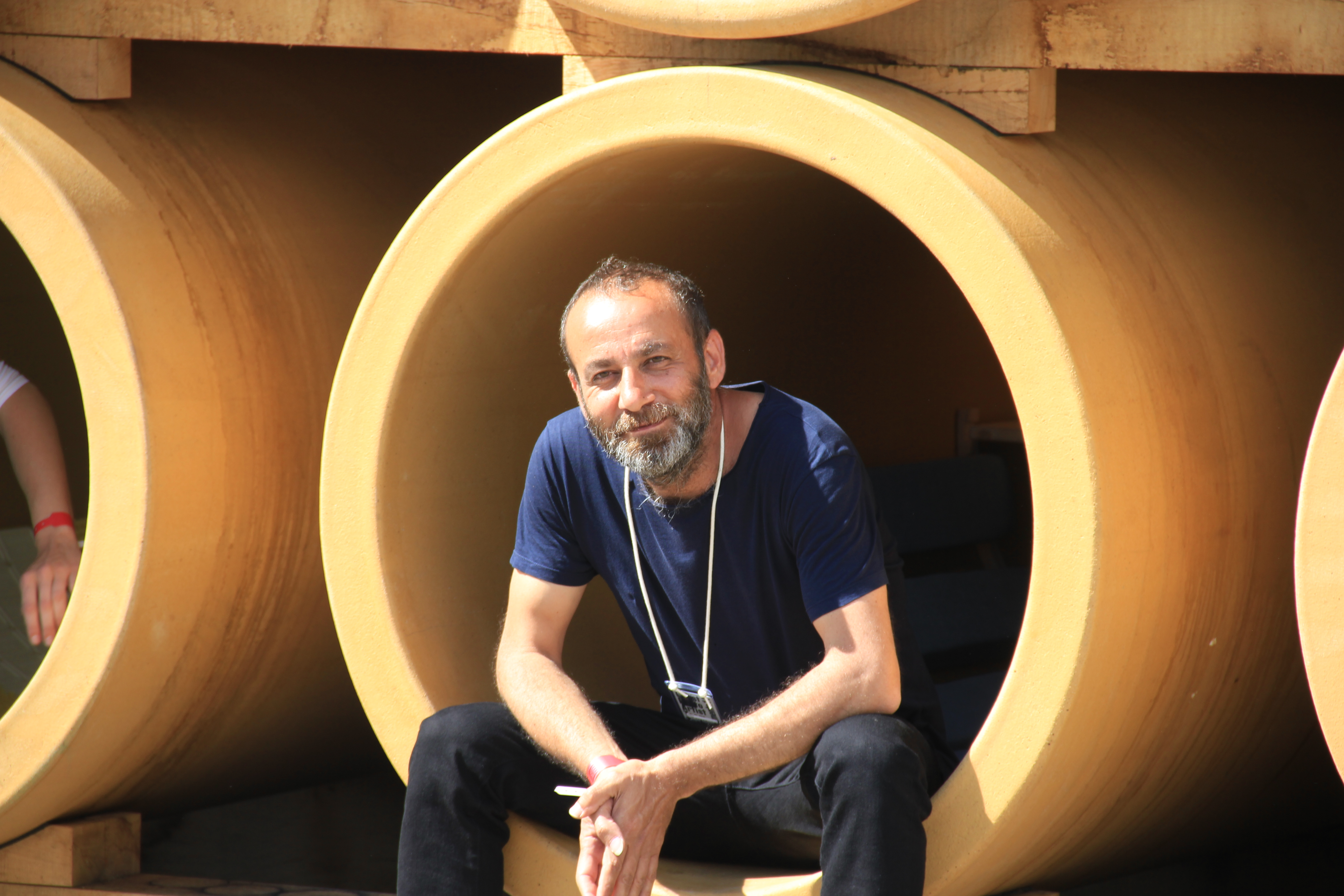
Hiwa K. sitzend in seinem Röhrenkunstwerk bei der Documenta 14 in Kassel

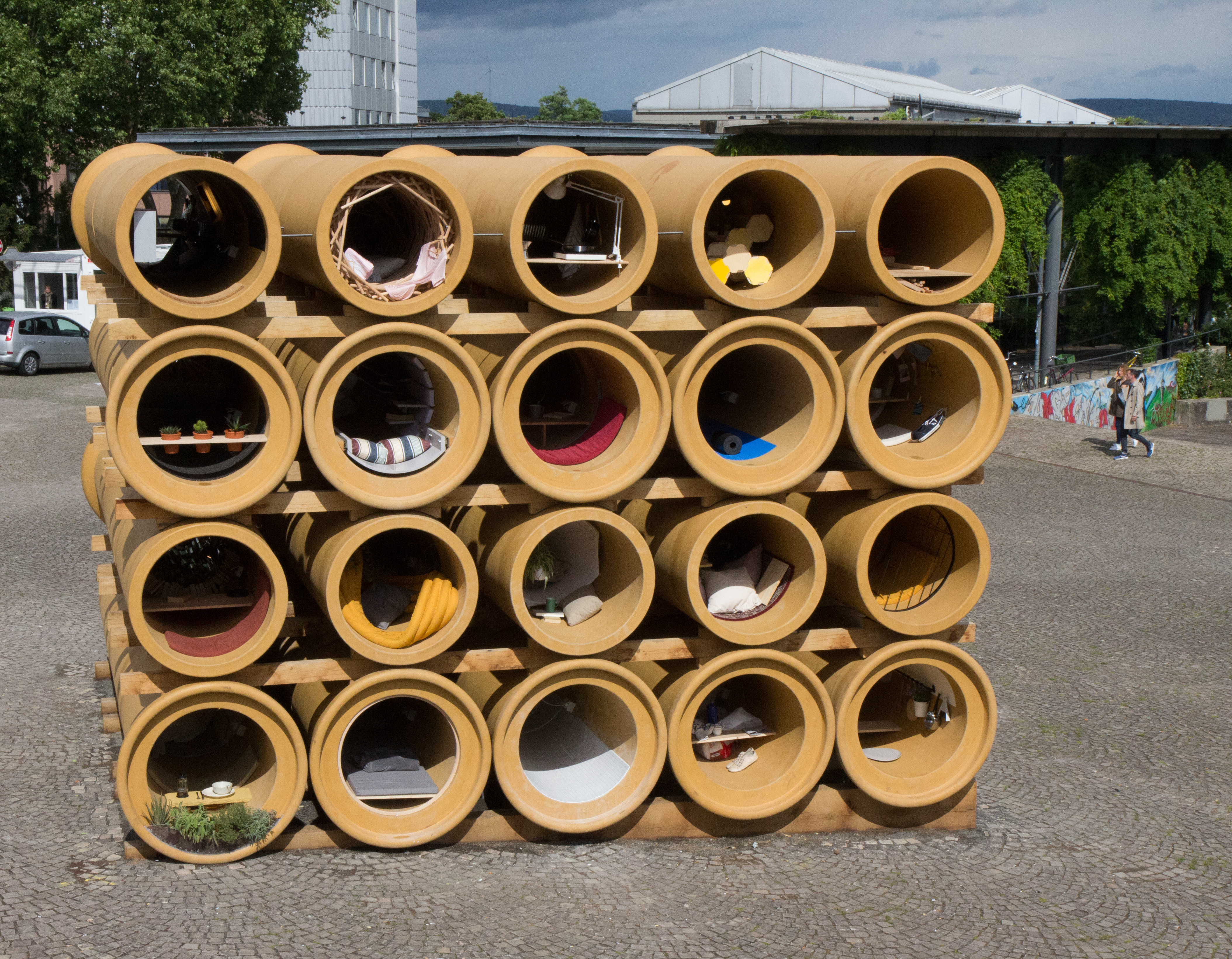
Installation auf der documenta 14 in Kassel

My Father’s Color Periods ist eine Videoinstallation, die im kurdischen Teil des Iraks im Jahr 1979 spielt. Die Installation besteht aus gebrauchten Schwarz-Weiß-Bildschirmen, die mit farbigen Folien beklebt sind. Ausgangspunkt für diese Installation ist, dass sich im Gegensatz zu den Einwohnern der arabischen Gebiete, die 1979 Farbfernseher hatten, die Bewohner der kurdischen Gebiete mit Schwarz-Weiß-Fernsehen begnügten. Der Vater von Hiwa K übernahm im privaten Rahmen die farbliche Gestaltung des häuslichen Fernsehers, indem er ihn mit Farbfolie beklebte, diese variierte und in verschiedene Farbzonen unterteilte.
Hiwa K. lebt in Berlin.

## Ausstellungen (Auswahl)
- 2008: Manifesta 7, Bozen
- 2015: 56. Biennale di Venezia, Venedig
- 2017: documenta 14, Athen und Kassel
- 2019: Retrospektive Hector Preis: Hiwa K, Kunsthalle Mannheim[5][6]
- 2023: Long Gone, Still Here – Sound as Medium. Marta Herford, Museum für Kunst, Architektur, Design (Gruppenausstellung)[7]

## Auszeichnungen (Auswahl)
- 2016: Arnold-Bode-Preis[8]
- 2016: Kunstpreis der Schering Stiftung
- 2019: Hector-Kunstpreis[9]